# شاهزاده قورقود
هو الأمير العثماني شاهزاده قورقود (1467-1513) أحد أبناء السلطان بايزيد الثاني، شغل العرش لمدة 18 يوماً بعد وفاة جده محمد الفاتح في عام 1481،حتى وصل والده بايزيد الثاني إلى إسطنبول.

## وفاته
عندما تولى أخوه السلطان سليم الأول الحكم، قاتله أخاه أحمد فتم القبض عليه فأمر السلطان سليم بقتله خنقًا ثم ذهب العسكر إلى أخيه قرقود وكان في مغنيسيا فهزموه وأمر السلطان أن يقتل خنقًا ودفن في بورصه مع أخيه أحمد.

## روابط خارجية
- شاهزاده قورقود على موقع ميوزك برينز (الإنجليزية)